# Prefectura del pretorio de África
La prefectura del pretorio de África (Latín: praetorio praefectura Africae) fue una importante división administrativa del Imperio Romano de Oriente, establecida después de la reconquista del África noroccidental de los vándalos en 533 a 534 por el emperador Justiniano I. Siguió existiendo hasta finales de 580, cuando fue sustituida por el exarcado de África.

## Historia

### Establecimiento
En 533, el ejército romano bajo Belisario derrotó y destruyó el reino vándalo que había existido en los antiguos territorios romanos del norte de África. Inmediatamente después de la victoria, en abril de 534, el emperador Justiniano publicó una ley relativa a la organización administrativa de los territorios recién adquiridos. Las antiguas provincias de los romanos en la diócesis de África habían sido preservadas en su mayoría por los vándalos, pero grandes partes, incluyendo la casi totalidad de Mauritania Tingitana, gran parte de Mauritania Cesariense y Mauritania Sitifensis y grandes partes del interior de Numidia y Bizacena, se habían perdido en las incursiones de tribus bereberes, denominadas mauri (moros). Sin embargo, Justiniano restauró la antigua división administrativa, pero ascendió al gobierno general en Cartago al rango administrativo supremo de prefectura del pretorio, poniendo así fin a la  tradicional subordinación de la Diócesis de África a la Prefectura de Italia, en ese momento todavía bajo dominio ostrogodo. Siete provincias — cuatro consulares, tres presidiales— fueron asignadas a la nueva prefectura:

«Desde la ciudad antes mencionada, con la ayuda de Dios, serán controladas siete provincias con sus jueces, de las cuales Tingi, Cartago, Bizacena y Trípoli, anteriormente bajo la jurisdicción de los procónsules, tendrán gobernantes consulares; mientras que las otras, es decir, Numidia, Mauritania y Cerdeña deberán, con la ayuda de Dios, estar sujetas a presidentes.»
—Codex Iustinianus, I.XXVII

Cabe suponer que Mauritania Tingitana, tradicionalmente parte de la diócesis de España (entonces bajo control visigodo), desapareció temporalmente como una provincia separada en el arreglo de Justiniano y se fusionó con Mauritania Cesariense para formar la provincia gobernada desde Tingis, y que «Mauritania» se refiere a Mauritania Sitifensis. También es de destacar que Cerdeña se separó formalmente de Italia y se añadió a África.
La intención de Justiniano fue, en palabras del historiador John B. Bury: «Acabar con todo rastro de la conquista vándala, como si nunca hubiera existido». Las iglesias fueron restituidas a los cleros de Calcedonia y los restantes arrianos sufrieron persecución. Incluso la propiedad de la tierra volvió a la situación anterior a la conquista vándala, pero la escasez de títulos de propiedad válidos después de 100 años de dominio vándalo creó un caos administrativo y judicial.
La administración militar estuvo encabezada por el nuevo puesto de magister militum Africae, con un subordinado magister peditum y cuatro mandos fronterizos regionales bajo duces: Leptis Magna para Tripolitania, Capsa o Telepte para Bizacena, Cirta para Numidia, y Cesarea para Mauritania. Esta organización fue establecida solo gradualmente, cuando los romanos empujaron a los moros al interior y recuperaron estos territorios.

### Las guerras moras
Cuando los romanos desembarcaron en África, los moros mantuvieron una postura neutral, pero después de sus rápidas victorias, la mayoría de sus tribus prometieron lealtad al Imperio. Las tribus más importantes fueron la Laguatan en Tripolitania y la Frexi en Bizacena. Los Frexi y sus aliados fueron dirigidos por Antalas, mientras que otras tribus de la zona siguieron a Cutzinas. Los Aurasii, las tribus de los Aurés, en Numidia fueron gobernadas por Iaudas, y los moros mauritanos fueron dirigidos por Mastigas y Masuna.

#### Primera sublevación mora
Después de que Belisario partiera hacia Constantinopla, fue sucedido como magister militum Africae por su domesticus (asistente de alto rango), el eunuco Salomón. Las tribus moras que vivían en Bizacena y Numidia casi de inmediato se rebelaron, y Salomón movilizó sus fuerzas, que incluían a otras tribus moras aliadas, contra ellos. La situación era tan crítica que Salomón también se encargó de la autoridad civil, reemplazando al primer prefecto, Arquelao, en el otoño de 534. Salomón fue capaz de derrotar a los moros de Bizacena en Mamma, y otra vez, de manera decisiva, en la batalla del Monte Bourgaon a principios de 535. En el verano, realizó una campaña contra Iabdas y los Aurasii, que estaban causando estragos en Numidia, pero no pudo lograr ningún resultado. Salomón luego se dedicó a levantar fortalezas a lo largo de las fronteras y las carreteras principales, con la esperanza de contener las incursiones de los moros.

#### Motín militar

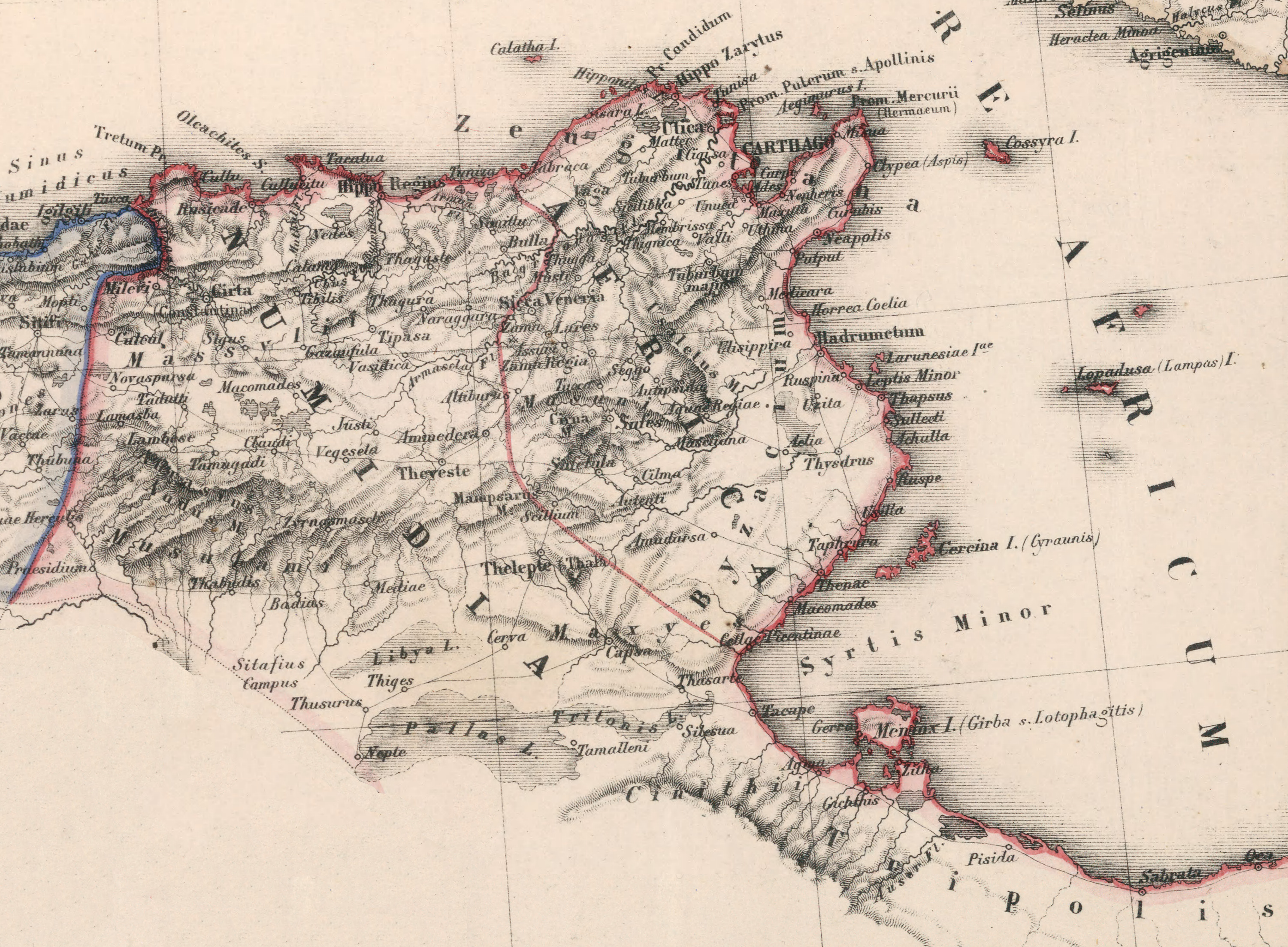
África, con las provincias de Bizacena, Zeugitana y Numidia.

En la Pascua de 536, sin embargo, estalló una revuelta militar a gran escala, causada por el descontento de los soldados con Salomón. Salomón, junto con Procopio, que trabajaba como su secretario, fue capaz de escapar a Sicilia, que había sido conquistada por Belisario. Los tenientes de Salomón Martinus y Teodoro se quedaron atrás, el primero para tratar de llegar con sus tropas a Numidia, y el segundo para mantener Cartago. Al escuchar sobre el motín, Belisario, con Salomón y 100 hombres escogidos, zarpó para África. Cartago estaba siendo sitiada por 9 000 rebeldes, incluyendo a muchos vándalos, bajo un cierto Stotzas. Teodoro estaba completando la capitulación, cuando Belisario apareció. La noticia de la llegada del famoso general fue suficiente para que los rebeldes abandonaran el asedio y se retiraran hacia el oeste. Belisario, aunque fue capaz de reunir solo 2 000 hombres, de inmediato dio persecución, alcanzó y derrotó a las fuerzas rebeldes en Membresa. La mayor parte de los rebeldes sin embargo fue capaz de huir, y continuó marchando hacia Numidia, donde las tropas locales decidieron unirse a ellos.  Belisario se vio obligado a regresar a Italia, y Justiniano nombró a su primo Germano como magister militum para tratar con la crisis.
Germano logró ganarse a muchos de los rebeldes al prometerles el pago de sus atrasos. Finalmente, en la primavera de 537, los dos ejércitos se enfrentaron en Scalae Veteres, resultando en una difícil victoria de Germano. Stotzas huyó con los hombres de las tribus de Mauritania, y Germano pasó los próximos dos años en el restablecimiento de la disciplina en el ejército. Por último, Justiniano juzgó que la situación se había estabilizado lo suficiente, y en el 539 Germano fue sustituido por Salomón. Salomón continuó el trabajo de Germano mediante la poda de lealtades sospechosas y el fortalecimiento de la red de fortificaciones. Esta organización cuidadosa le permitió atacar con éxito a los Aurasii, despojarlos de sus bastiones montañosos, y establecer firmemente la dominación romana en Numidia y Mauritania Sitifensis.

#### Segunda sublevación mora y la revuelta de Guntharic
África gozó de paz y prosperidad hasta la llegada de la gran plaga c. 542, en la que los pueblos de las provincias sufrieron mucho. Al mismo tiempo, el comportamiento arrogante de algunos gobernadores romanos enajenó a los líderes moros, como Antalas en Bizacena, y les provocó a levantarse y atacar territorio romano. Así fue que durante una batalla con los moros en Cillium, Bizacena, en 544, los romanos fueron derrotados y el mismo Salomón fue asesinado. Salomón fue sucedido por su sobrino, Sergio, quien como dux de Tripolitania había sido en gran parte responsable por el levantamiento moro. Sergio era impopular y de capacidades limitadas, mientras que los moros, acompañados por el renegado Stotzas, estaban reunidos bajo el liderazgo de Antalas. Los moros, ayudados por Stotzas, fueron capaces de entrar y saquear la ciudad costera de Hadrumetum por engaño. Un sacerdote llamado Pablo fue capaz de recuperar la ciudad con una pequeña fuerza sin la ayuda de Sergio, que se negó a marchar adelante contra los moros. A pesar de este revés, los rebeldes recorrían las provincias a su voluntad, mientras que la población rural huía a las ciudades fortificadas y a Sicilia.
Justiniano envió a Areobindus, un hombre de rango senatorial y el marido de su sobrina Praejecta, pero por lo demás mediocre, con unos cuantos hombres a África, no para reemplazar a Sergio, sino para compartir comando con él. A Sergio se le encomendó la guerra en Numidia, mientras que Areobindus se comprometió a someter Bizacena. Areobindus envió una fuerza bajo el hábil general Juan contra Antalas y Stotzas. Debido a que Sergio no vino en su ayuda como lo solicitó, los romanos fueron derrotados en Thacia, pero no antes de que Juan matara a Stotzas en un combate personal. Los efectos de este desastre al menos obligaron a Justiniano a mandar llamar a Sergio y restaurar la unidad de mando en manos de Areobindus. Poco después, en marzo de 546, Areobindus fue derrocado y asesinado por Guntharic, el dux Numidiae, que había entrado en negociaciones con los moros con la intención de erigirse como rey independiente. Guntharic mismo fue derrocado por las tropas leales bajo el general armenio Artabanes a principios de mayo. Artabanes fue elevado al cargo de magister militum Africae, pero pronto fue llamado a Constantinopla.
El hombre que Justiniano envió a reemplazarlo era el talentoso general Juan Troglita, cuyas hazañas se celebran en el poema épico Iohannis, escrito por Flavio Cresconius Corippus. Troglita ya había servido en África bajo Belisario y Salomón, y tuvo una distinguida carrera en Oriente, donde había sido nombrado dux Mesopotamiae. A pesar de sus fuerzas numéricamente débiles, se las arregló para ganar a varias tribus moras, ya a principios de 547 derrotó decisivamente a Antalas y sus aliados, y los echó de la Bizacena. Como Procopio relata:

«Y este Juan, inmediatamente después de su llegada a Libia, tenía un compromiso con Antalas y los moros en Bizacena, y conquistando en la batalla, mató a muchos; y le arrebató a estos bárbaros todos los estándares de Salomón, y los envió al emperador en estándares que habían asegurado previamente como botín, cuando Salomón había sido arrebatado del mundo.»
Procopio, De Bello Vandalico II.XXVIII

Unos meses más tarde, sin embargo, la tribu de los Laguatan, en Tripolitania, se levantó, y le infligió una severa derrota a las fuerzas imperiales en la llanura de Gallica. Los Laguatan se unieron a Antalas, y los moros, con un camino allanado nuevamente a Cartago. A principios del próximo año Juan reunió a sus fuerzas, y junto con varias tribus moras aliadas, entre ellos el ex rebelde Cutzinas, derrotaron completamente a los moros en la batalla de los Campos de Cato, matando a diecisiete de sus líderes y poniendo fin a la revuelta que había plagado África durante casi 15 años.

### Paz restaurada

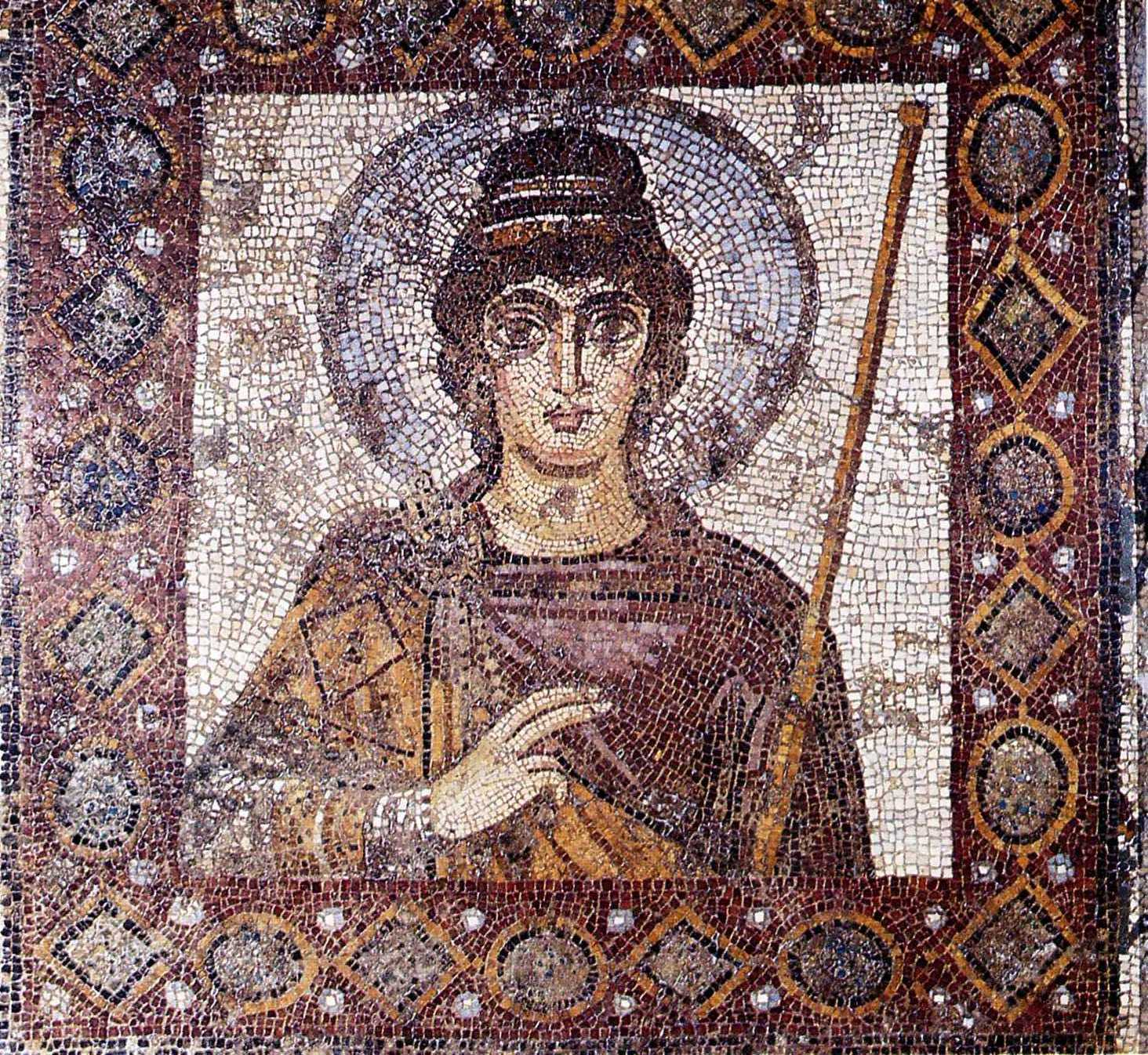
El famoso mosaico de la fr, posiblemente un retrato de Teodora, una de las principales piezas artísticas bizantinas supervivientes en el moderno Túnez.

Para las próximas décadas, África se mantuvo tranquila, lo que permitió su recuperación. Pero la paz no hubiera podido durar tanto tiempo si Troglita no hubiera percibido que el desalojo completo de los moros del interior de las provincias, y la restauración completa de la provincia a sus límites antiguos era imposible. En su lugar, optó por reconciliarse con los moros, prometiéndoles autonomía a cambio de convertirse en foederati del imperio. La lealtad de estos príncipes dependientes de las diversas tribus moras estaba garantizada por medio de las pensiones y los regalos anuales, y la paz fue guardada por una sólida red de fortificaciones, muchas de los cuales aún sobreviven hasta nuestros días.
La única interrupción de la tranquilidad de la provincia fue una breve revuelta mora en 563. Fue causada por el asesinato injustificado del líder tribal Cutzinas, cuando llegó a Cartago para recibir su pensión anual, por el magister militum, Juan Rogathinus. Sus hijos y dependientes se levantaron, hasta que una fuerza expedicionaria bajo el tribuno Marciano, sobrino del emperador, tuvo éxito en la restauración de la paz.
Durante el reinado de Justino II (565-578), se mostró un gran cuidado de África. Bajo el prefecto Tomas, durante el período de 565 a 570 la red de fortificaciones se reforzó y amplió, y la administración se reformó y descentralizó, y en gran parte se hicieron esfuerzos exitosos para convertir a los Garamantes del Fezzan y a los Getulos, que vivían al sur de Mauritania Caesariensis. Al mismo tiempo, África fue una de las regiones más tranquilas del Imperio, que estaba siendo asaltado por todos los lados, lo que permitió que las tropas fueran transferidas a las provincias de Oriente.

### El conflicto con el reino moro de Garmul
En Mauritania, entre el puesto de avanzada romano de Septum y la provincia de Caesariensis, varios pequeños reinos moros, que también gobernaron sobre las poblaciones urbanas romanizadas, se habían establecido alguna vez desde la llegada de los vándalos. Existe poca información sobre ellos, pero estos nunca fueron sometidos por los vándalos, y reclamaron la continuidad del Imperio romano, sus líderes se revistieron a sí mismos con títulos como imperator, como los cacique Masties en Arris (Aures) a finales del siglo V, o, en el caso del rey Masuna de Altava (moderno Ouled Mimoun, al noroeste de Argelia), rex gentium maurorum et Romanorum a principios del siglo VI.
Cuando Belisario derrotó a los vándalos, los reyes romano-moros habían aparentemente reconocido la soberanía romana (al menos nominalmente), pero pronto, aprovechando las revueltas moras, renunciaron a ella. A finales de la década de 560, el rey moro Garmul (probablemente un sucesor del citado Masuna de Altava) lanzó incursiones en territorio romano, y aunque él no tomó ninguna ciudad importante, tres generales sucesivos (el prefecto del pretorio Teodoro y el magister militum Teoctisto en 570, y el sucesor de Teoctisto, Amabilis en 571) son registrados por Juan de Biclaro como asesinados por las fuerzas de Garmul.  Sus actividades, especialmente cuando se le considera junto con los simultáneos ataques visigodos en Spania, presentaron una clara amenaza a las autoridades de la provincia. Garmul no era el líder de una mera tribu seminómada, sino de un reino bárbaro de pleno derecho, con un ejército permanente. Así, el nuevo emperador, Tiberio II, volvió a nombrar a Tomas como prefecto del pretorio, y el poderoso general Genadio fue ascendido a magister militum con el claro objetivo de reducir el reino de Garmul. Los preparativos fueron largos y cuidadosos, pero la campaña en sí, puesta en marcha en 577-78, fue breve y eficaz, con Genadio utilizando tácticas de terror contra los súbditos de Garmul. Garmul fue derrotado y asesinado por 579, y el corredor costero entre Tingitana y Cesariensis asegurado.

### Establecimiento del exarcado
Genadio permaneció en África como magister militum por un largo tiempo (hasta principios de los 590), y fue él quien se convirtió en el primer exarca de África,  cuando el emperador Mauricio estableció el exarcado a finales de 580, uniendo la autoridad civil y militar en sus manos. El exarcado se extendía sobre el norte de África, las posesiones imperiales en España, las Islas Baleares, Cerdeña y Córcega. Prosperó en gran medida, y bajo Heraclio, fuerzas africanas derrocaron al tirano Focas en 610. El exarcado era una entidad prácticamente autónoma desde los 640, y sobrevivió hasta la caída de Cartago en manos de los árabes en 698.

## Lista de lospraefecti praetorio Africaeconocidos
- Arquelao (534)
- Salomón (primera vez, 534-536)
- Símaco (536-539)
- Salomón (segundo periodo, 539-544)
- Sergio (544 a 545)
- Atanasio (545-548, tal vez hasta 550)
- Pablo (c. 552)
- Juan (c. 558)
- Juan Rogathino (c. 563)
- Tomás (primera vez, 563-565)
- Teodoro (c. 570)
- Tomás (segundo periodo, desde 574 hasta 578)
- Teodoro (c. 582)